# Hawridge
Hawridge – wieś w Anglii, w hrabstwie Buckinghamshire, w dystrykcie (unitary authority) Buckinghamshire. Leży 44 km na północny zachód od centrum Londynu.